# Đãng Tể
Đãng Tể (氹仔) là đảo nhỏ hơn trong hai hòn đảo của Đặc khu hành chính Ma Cao. Đãng Tể là một trong bốn khu vực chính tại Ma Cao. Đãng Tể vốn là một đảo riêng, song nay đã nối liền với đảo Lộ Hoàn thông qua vùng đất lấn biển Lộ Đãng Thành để tạo nên một hòn đảo lớn hơn.

## Tên gọi
Đãng (氹) là một chữ dị thể, thời xưa viết là "凼" (Hán Việt cũng đọc là "Đãng") hay "窞" (Hán Việt đọc là "Đạm"). Trước đây, nhiều ấn phẩm được xuất bản chính thức tại Trung Quốc đại lục viết tên đảo là "凼仔". Cả hai chữ Đãng (氹 & 凼) đều có nghĩa là "hố ủ phân" song hai chữ ngày nay rất ít được sử dụng, chỉ để gọi những từ liên quan đến đảo Đãng Tể.
Tên tiếng Bồ Đào Nha của đảo là "Taipa", được bắt nguồn từ cách phát âm trong tiếng Mân của chữ "氹仔" là tiap-á (gần như "tiamp-a"), về sau diễn biến thành "Taipa" và "Typa".
Có một truyền thuyết khác thì nói rằng khi người Bồ Đào Nha đổ bộ lên đảo Đãng Tể, họ hỏi người dân bản địa tên của hòn đảo ("nome" trong tiếng Bồ Đào Nha), do bất đồng ngôn ngữ, người dân địa phương nghĩ người Bồ Đào Nha nói đến "nhu mễ" (tiếng Trung: 糯米; bính âm: Nuòmǐ, tức gạo nếp). Người dân bản địa cho rằng những người Bồ Đào Nha này muốn hỏi mua gạo nếp nên trả lời là "đại bả" (tiếng Trung: 大把; Việt bính: daai6 ba2, tức "có nhiều"). Người Bồ Đào Nha tưởng đó là tên của đảo, dịch âm thành "Taipa".
Trong tiếng Bồ Đào Nha, từ "taipa" có ý nghĩa là loại "bùn sét" được nện thành khuôn để xây nhà.

## Địa lý
Đãng Tể nằm cách bán đảo Ma Cao 2,5 kilômét (1,6 mi) về phía nam, ở phía bắc của đảo Lộ Hoàn và ở phía đông của đảo Hoành Cầm (橫琴島) thuộc Chu Hải, Quảng Đông. Năm 2011, Đãng Tể có diện tích khoảng 7,4 km², dân số khoảng 78.500 người.
Ban đầu, khu vực vốn có ba đảo là là Đại Đãng, Tiểu Đãng, Nhất Lạp Mễ (一粒米), sau đó do xung tích từ sông và biển bồi tích lên đã xuất hiện doi đất nối liền giữa hai đảo đầu tiên. Khu đô thị cũ nằm ở cực nam của Đại Đãng, song khu đô thị mới lại nằm trên vùng đất bồi tích giữa Đại Đãng và Tiểu Đãng. Nhất Lạp Mễ nằm ở đông nam Đại Đãng, đến năm 1990 do lấn biển nên trở thành một phần của Đãng Tể, nay là khu vực tháp không lưu của Sân bay quốc tế Ma Cao. Từ năm 2004, vùng đất lấn biển Lộ Hoàn Thành đã nối liền đảo Đãng Tể với đảo Lộ Hoàn để tạo nên một hòn đảo lớn hơn, trên bản đồ của đặc khu Ma Cao cũng thể hiện điều này. Trước đây, hai đảo này chỉ nối với nhau qua một tuyến đường.
Đại Đàm Sơn (大潭山) nằm ở phía đông, Tiểu Đàm Sơn (小潭山) thì nằm ở phía tây của Đãng Tể. Trung tâm Đãng Tể là một vùng bằng phẳng do kết quả của việc bồi tích và cải tạo đất.

## Giao thông
Mặc dù là đảo song hiện giữa Đãng Tể và bán đảo Ma Cau có tới ba cây cầu song song, gồm cầu Tổng đốc Gia Lạc Tí (嘉樂庇總督大橋, Ponte Governador Nobre de Carvalho) hoàn thành năm 1974 và thường gọi là cầu Áo-Đãng, cầu Hữu Nghị (友誼大橋) hoàn thành năm 1994 và cầu Tây Loan (西灣大橋, Ponte de Sai Van) hoàn thành vào tháng 12 năm 2004. Trong đó cầu Tây Loan tách riêng phần cầu của hai chiều, giúp giao thông thông suốt khi có gió bão. Đường Lộ Đãng Liên Quán (路氹連貫公路) nối đảo Đãng Tể với đảo Lộ Hoàn. Tuy nhiên, do đô thị liên tục phát triển, tài nguyên đất đai có hạn nên người ta đã lấn biển tạo nên Lộ Đãng Thành giữa hai đảo.
Sân bay quốc tế Ma Cao nằm ở mặt đông của Đãng Tể, do lấn biển mà xây nên, sử dụng từ năm 1995, có các tuyến bay đến nhiều thành thị khác nhau tại Trung Quốc đại lục cũng như châu Á. Trước khi hai bờ eo biển Đài Loan mở một số đường bay thẳng, sân bay quốc tế Ma Cao cũng là là một trạm trung chuyển chủ yếu của khách Đài Loan khi họ đến Trung Quốc đại lục. Khu bến cảng vận chuyển hành khách Đãng Tể (氹仔客運碼頭) nằm ở ngay phía bắc của Sân bay, bến có các tuyến phà đến Hồng Kông.

## Khu vui chơi
- The Venetian Macao
- City of Dreams (新濠天地, Tân Hào Thiên Địa)
- Galaxy Macau (澳門銀河)